# Citroën C35
Der Citroën C35 ist ein Kleintransporter, der zusammen mit dem Fiat 242 entwickelt und bei FIAT in Italien von Herbst 1973 bis Sommer 1987 und von Chausson in Frankreich von Sommer 1987 bis Anfang 1991 gebaut wurde.

## Allgemeines
Er sollte das Nutzfahrzeugangebot von Citroën neben dem Citroën HY ergänzen und dieses Modell langfristig ersetzen. Ursprünglich sollte er nur als C32 mit 3,2 Tonnen Gesamtgewicht produziert werden, wurde dann aber als C35 auf 3,5 Tonnen Gesamtgewicht aufgelastet. 
Im Sommer 1987 endete die Produktion des Fiat 242 und die Montagelinie wurde nach Frankreich zu Chausson verlegt. Anfang 1991 endete die Produktion nach 145.000 Exemplaren. Der Citroën C25 mit erhöhtem Gesamtgewicht und erhöhter Nutzlast wurde der Nachfolger.

## Technik
Alle vier Räder waren einzeln aufgehängt, vorn an Doppelquerlenkern, hinten an Parallelschwingen (gezogene Längslenker), beide Achsen mit Drehstabfedern. Die hinteren Drehstabfedern waren dabei miteinander gekoppelt, sodass sie zusätzlich zur Fahrzeugfederung auch als Querstabilisator wirkten. Zusammen mit dem Frontantrieb war somit eine niedrige Ladefläche nur 50 cm über dem Boden möglich. Die Bremsanlage war mit Scheibenbremsen und lastabhängigem Bremskraftbegrenzer im hinteren Bremskreis ausgeführt, wobei die Handbremse auf eine fünfte Scheibenbremse im Wechselgetriebe wirkte. Das Ladevolumen betrug 9,8 m³, der Wendekreis 12,3 m. Die Zahnstangenlenkung war stark untersetzt und erforderte von Anschlag zu Anschlag 6 Lenkradumdrehungen.
Die Wagen mit einem Radstand von 3200 mm waren 4960 mm lang, 1990 mm breit und 2370 mm hoch. Das Leergewicht lag bei 1665 kg.
Bei der Einführung Anfang 1974 standen ein 2,0-Liter-Ottomotor und ein 2,2-Liter-Dieselmotor aus dem Citroën CX zur Wahl. Erhältlich war er ab Werk als Kastenwagen, Fahrgestell für Aufbauten, Klein- und Minibus, Krankenwagen und Wohnmobil. Bis September 1979 wurden 60.000 Einheiten produziert, davon 75 % mit Dieselmotor.

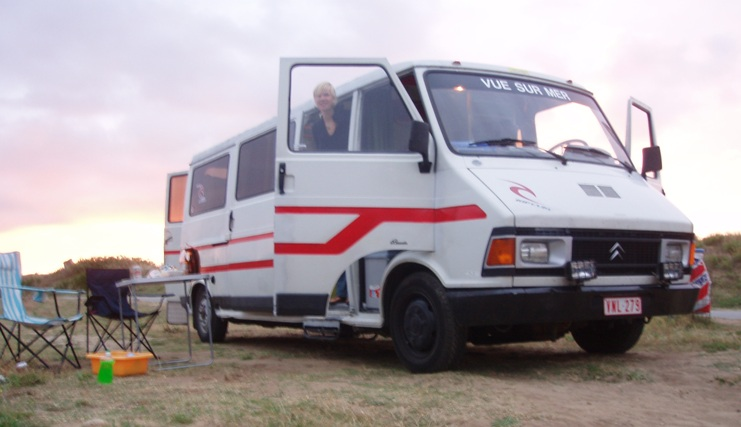
Citroën C35 (1980–1991)

Im Frühjahr 1980, einer anderen Quelle zufolge bereits im Dezember 1979, wurde das Modell zum C35 LD überarbeitet: Ein 2,5-Liter-Dieselmotor Typ B25/637 ersetzte den 2,2-Liter-Diesel Typ B22-615. Die Leistung stieg dabei von 44 kW (61,5 PS) bei 4500/min auf 50 kW (69 PS) bei 4000/min und das Drehmoment von 125 Nm bei 2500/min auf 154 Nm bei 2000/min. Die Achsübersetzung wurde von 4,375 auf 3,888 verkleinert. Die Höchstgeschwindigkeit stieg von 108 km/h auf 114 km/h, das Anfahrvermögen an Steigungen verbesserte sich deutlich von 11,5 % auf 15 %. Die Variante mit 2,0-l-Ottomotor blieb parallel weiterhin im Programm (C35 LE). Die Leermasse betrug nun 1665 kg und die Nutzlast 1835 kg. Wahlweise waren Seitenfenster und ein um 27 cm verlängerter Wagenkasten erhältlich. Die Blinker wurden neben den Scheinwerfern platziert, Rückfahrlicht war erhältlich und seitliche Schutzplanken. Ende 1984 wurde das Armaturenbrett erneuert.